# Nymphon gracile
Espèce
Nymphon gracile, le Nymphon grêle, est une espèce d'arthropodes de la classe des pycnogonides et de la famille des nymphonidés.

## Description
Le nymphon grêle est une petite araignée de mer.
Il présente un corps rosé et lisse pouvant mesurer jusqu'à 8 mm de long. Ses pattes mesurent en moyenne 15 mm de long. Il possède une trompe longue et étroite dépassée par des chélicères munies de pinces. Il possède également des pédipalpes.

## Répartition et habitat
Le nymphon grêle occupe les étages intertidal et circalittoral des côtes rocheuses européennes. Son habitat s'étend pour l'Atlantique de la Norvège à l'Afrique du Nord. Il est également présent en Méditerranée.